# 정재희 (축구 선수)
정재희(鄭在熙, 1994년 4월 28일 ~ )는 대한민국의 축구 선수로 포지션은 오른쪽 윙어, 공격형 미드필더이며 현재 K리그1 대전 하나 시티즌 소속이다.

## 유소년 경력
1994년 서울에서 태어나 영등포공고를 거쳐 13학번으로 상지대학교에 입학, 1학년때 U리그 개막전에서 데뷔전 데뷔골을 기록했다.
1학년 시절부터 같은 학번의 김종석, 주찬희와 함께 트로이카를 형성하며, 상지대를 U리그 권역별 우승시키는 등 학창시절 내내 두각을 나타내며 위협적인 모습을 보였다.

## 클럽 경력
상지대학교 3학년 재학중 신인자유계약으로 FC 안양에 입단하게 된다. K리그 입단 첫 해인 2016 시즌에는 신인임에도 거의 모든 경기에 출전하며, FC 안양의 주전으로 활약했다. 데뷔 시즌임에도 36경기에 나서서 3골 1도움의 준수한 활약을 했다.
2017 시즌에는 시즌을 시작하자마자 4경기 연속골을 넣는 등 FC 안양의 핵심공격수로 자리잡았다. 7월까지 6골을 몰아치는 등 전반기에 득점왕 경쟁에 뛰어들었다. 하지만 후반기에 갑자기 침묵하였고, 9월에 다시 멀티골을 기록하였지만, 득점왕 경쟁에서는 멀어졌다. 35경기에 나서서 8골 5도움을 기록했으며, K리그 챌린지 베스트11 후보에 올라 K리그 대상에 참가했지만 수상하지는 못했다.
2018 시즌을 앞두고 FC 안양의 부주장으로 선임되었고, 윙어의 상징인 등번호 11번을 부여받았다. 하지만 감독의 전술에 맞지 않았는지 주로 교체선수로 나서며 26경기만에 마수걸이 골을 기록했다. 9월 29일 부산 아이파크와의 경기에 출전하면서 K리그 통산 100경기 출전의 기록을 세웠다. 또한 정재희는 FC 안양 최초로 FC 안양에서만 뛰면서 K리그 통산 100경기 출장이라는 기록을 세우게 되었다.
2019 시즌을 앞두고 전남 드래곤즈로 이적하였다. 29경기 출전 5골 10도움을 기록했으며 K리그2 도움상을 수상했다.
2020 시즌 중 상주 상무(이후 김천 상무)에 입대하였고, 2021 시즌에는 리그와 FA컵을 합쳐 27경기 출전 5골 4도움의 준수한 활약을 펼쳐 팀의 우승에 공헌한 뒤 전역했으며, 정규 시즌 종료 후 K리그 어워드 2021의 K리그2 BEST XI 미드필더 부문 후보로 선정되었다. 
전역 후 전남 드래곤즈에 복귀하여 팀의 FA컵 우승으로 이끌어냈으며, 동시에 대회 MVP로 선정되었다.
2022 시즌을 앞두고 포항 스틸러스로 이적하였다.
2월 20일, 제주 유나이티드와의 경기에서 54분 이광혁과 교체투입, 포항 스틸러스 데뷔전을 가졌다. 역습 상황에서 장점을 발휘하며 도움 1개를 기록했고, 팀의 3 – 0 승리에 기여하였다.
3월 2일, 3라운드 전북 현대 모터스와의 경기에서 이적 후 처음으로 선발 출전했다. 강한 압박으로 상대 수비진을 견제하고 뛰어난 드리블 돌파를 연신 선보이며 포항 선수단에서 가장 눈에 띄는 활약을 보여줬고, 73분에 박승욱의 롱패스를 멋진 퍼스트터치로 받아 송범근의 태클을 여유롭게 피한 뒤 빈 골대에 그대로 꽂아넣으며 포항에서의 데뷔골이자 결승골을 만들어내는 미친 활약을 보여주었다. 이 골로 팀은 1 – 0으로 승리했고 K리그1 3라운드 경기 MVP로 선정되었다.
4월 27일, 하나은행 FA컵 3R 김해시청 축구단과의 경기에서 한 달 만에 골맛을 보았다. 그것도 멀티골을 만들어내면서 팀의 5 – 0 승리에 기여하였다. 5월 21일, 14라운드 인천 유나이티드와의 경기에서 멀티골을 넣으면서 팀의 2 – 0 승리에 기여하였다. K리그1 14라운드 MVP로 선정되었다. 29일, 15라운드 대구 FC와의 경기에서 후반전 시작이전 교체투입 하였고, 48분 임상협의 크로스를 받은 이후 왼발슛으로 역전골을 만들어냈다. 7월 16일, 22라운드 제주 유나이티드와의 경기에서 후반전 53분 허용준과 교체투입되어 77분 동점골을 만들어냈고, 팀은 1 – 1 무승부를 거두었다. 8월 29일, AFC 챔피언스 리그 4강 진출로 연기되었던 23라운드 전북 현대와의 경기에서 후반전 49분 팀의 추가골을 만들어 냈으나, 팀은 아쉽게 2 – 2 무승부를 기록하였다. 9월 3일, 29라운드 대구 FC와의 경기에서 전반전 24분 멋진 중거리슛으로 팀의 4 – 1 대승에 기여했다. 시즌 포항에서의 기록은 리그와 FA컵을 합쳐 40경기 출전, 9골 3도움
2023 시즌
1라운드 대구 FC전에서 0 – 1로 끌려가던 45분 제카의 잘 찔러준 어시스트를 받아 크로스바를 찍고 골문 안 잔디에 떨어지는 골을 만들어냈다. 처음에는 주심이 골로 인정하지 않았으나, 이후 진행된 VAR에서 골로 인정받았다. 팀은 이후 페널티킥으로 한 골 더 실점해 1 – 2로 다시 지고 있다가 이호재의 하드캐리로 3 – 2 역전승. 2라운드 수원 FC와의 경기에서 32분 제카의 패스를 받은이후 팀의 두번째골을 만들어내며 2경기 연속 골로 2 – 1 승리에 기여하는 등 5라운드까지 매 경기 선발 출전하며 포항의 초반 무패 행진에 기여했다. 4월 8일, 6라운드 광주 FC와의 경기에서 교체 투입됐다가 6분 만에 부상으로 재교체되었다. 이 부상으로 햄스트링이 상당히 많이 찢어졌고, 복귀 시점은 8월 말에나 가능하다는 진단을 받았다. 그 후 7월 초에 러닝을 시작했으나 훈련 도중 또 다시 부상을 당해 복귀가 요원한 상태이다. 10월 20일, 34라운드 인천 유나이티드와의 경기에서 선발명단에 이름이 올라와 6개월만에 복귀전을 가진다. 세컨볼을 선제골을 만들어내며 빅맨 세리머니를 펼쳤지만 오프사이드로 판정되었고 이후 위협적인 공격을 보여주었다. 하프타임에 김인성과 교체로 아웃 되었다. 24일, AFC 챔피언스 리그 조별리그 3차전 우라와 레드 다이아몬즈와의 경기에서 22분 역습상황에서 김승대의 크로스를 그대로 선제골을 넣었지만 30분 햄스트링 부상으로 김인성하고 교체아웃 되었다. 이 부상으로 또 다시 시즌 아웃되고 말았다. 시즌 포항에서의 기록은 리그와 FA컵 ACL을 합쳐 8경기 3골 0도움을 기록했다.
2024 시즌
3라운드 광주 FC와의 경기에서 75분 김인성과 교체 투입되어 약 5개월 만에 부상 복귀전을 치뤘고, 추가시간 이호재의 헤더 패스를 받아 극장 골을 만들어 내며 팀의 1 – 0 승리에 기여했다. 이 득점으로 이날 경기 MOM과 3라운드 베스트11에 선정됐다. 4라운드 제주 유나이티드와의 경기에서 60분 교체투입 하였고, 추가시간 이호재의 해딩 세컨볼을 그대로 극장 골을 만들어내며 2경기 연속 결승골로 팀의 2 – 0 승리에 기여했다. 2경기 연속 경기 MOM과 라운드 베스트11에 선정됐다. 이러한 활약으로 3월 이달의 선수 최종 4인 후보에 포함됐다. 10라운드 강원 FC와의 경기에서 선발출장 하였고, 이 경기에서 35분, 53분, 62분에 연속해서 골을 넣으며 자신의 프로 데뷔 이후 첫 해트트릭을 기록했고, 종료 직전에는 4번째 골을 기록할 뻔도 했다. 슛한 공이 골대를 맞추면서 골을 기록하진 못했으나, 흘러나온 공을 이호재가 차넣었다. 팀은 4 – 2로 승리했다. 정재희는 K리그1 2024 10라운드 베스트 11 MVP에 선정되었다.

## 수상

### 김천 상무
- K리그2 우승 1회 (2021년)

### 전남 드래곤즈
- FA컵 우승 1회 (2021년)

### 포항 스틸러스
- 코리아컵 우승 2회 (2023년, 2024년)

### 개인
- K리그2 도움왕 (2019년)
- FA컵 2021 최우수 선수상 (MVP)
- 2024 하나은행 코리아컵 득점왕